# Deserto del Karakum
Il deserto del Karakum o Kara-Kum (letteralmente «Sabbie Nere»: in turkmeno Garagum o Gara Gum; in russo Каракумы?, Karakumy) è una vasta regione sabbiosa dell'Asia centrale. Occupa circa il 70% della superficie del Turkmenistan. Un altro deserto più piccolo, situato in Kazakistan, nei pressi del lago d'Aral, è chiamato Aral Karakum.

## Geografia fisica

### Morfologia
Il Karakum turkmeno ricopre una superficie di circa 350000 km², estendendosi per circa 800 km da ovest a est e 500 km da nord a sud. Confina a nord con il bacino di Sarykamysh, a nord-est e ad est con la valle dell'Amu Darya (l'antico fiume Oxus), e a sud-est con gli altopiani di Garabil e la regione delle steppe di Badkhyz. Nel sud e nel sud-ovest il deserto scorre ai piedi dei monti Kopet-Dag, mentre a ovest e nord-ovest confina con il corso dell'antica valle del fiume Uzboy. Viene suddiviso in tre settori: l'elevato Trans-Unguz Karakum, a settentrione; il pianeggiante Karakum centrale; e il Karakum sud-orientale, attraverso il quale corre una catena di paludi salmastre. Lungo il confine del Trans-Unguz Karakum e del Karakum centrale scorre la catena Unguz, una serie di piccole vallate saline e isolate di origine eolica (formate dal vento).

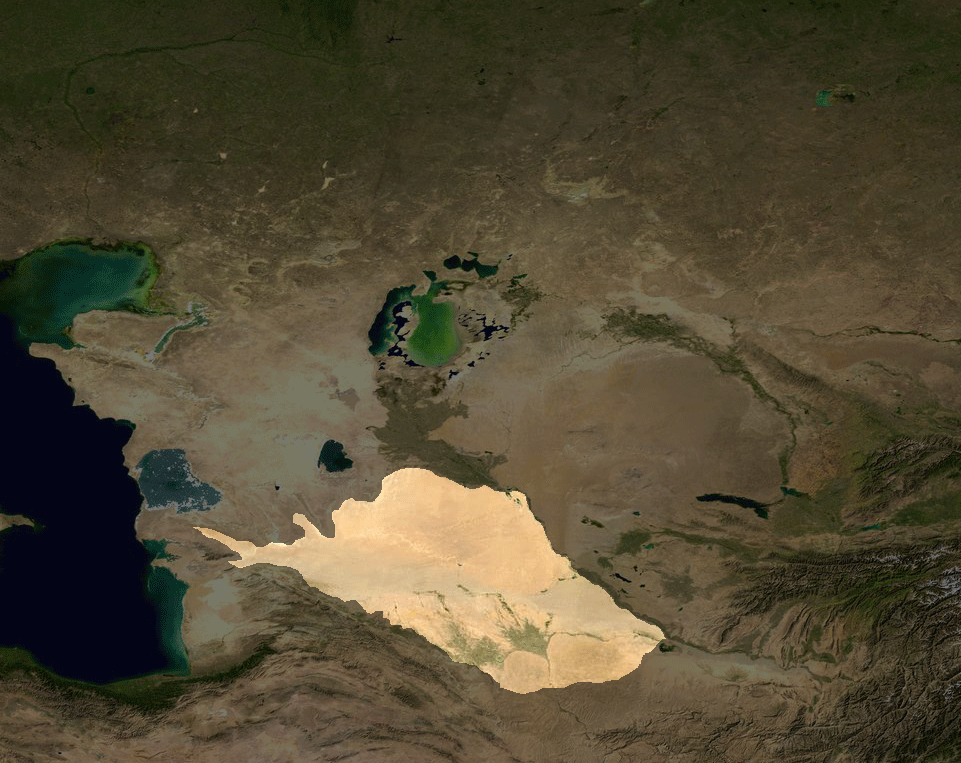
Una carta dell'Asia centrale. Il Karakum è evidenziato in basso.

La superficie del Trans-Unguz Karakum è stata erosa da venti violenti. La pianura del Karakum centrale corre dall'Amu Darya al mar Caspio lungo lo stesso gradiente del fiume. L'altezza delle creste di sabbia accumulate dal vento, più o meno prive di vegetazione, varia da 75 a 90 m, a seconda dell'età e della velocità del vento. Poco meno del 10% dell'area è costituito da barcane (dune a forma di mezzaluna), alcune delle quali alte 9 m o più. Vi sono numerose depressioni interdunali (takyr), che sono ricoperte da depositi di argilla spessi fino a 9 m e fungono da bacini di raccolta per le scarse precipitazioni della regione; l'acqua che si raccoglie in questi bacini permette di coltivare frutti come meloni e uva. Anche le aree saline chiamate solonchak sono formate dall'evaporazione dell'acqua del sottosuolo.

### Geologia
Circa 30 milioni di anni fa l'intera regione del Karakum era coperta dal mare. I processi orogenetici nella parte meridionale del bassopiano turanico provocarono un graduale restringimento di questo mare e, alla fine, la sua scomparsa. In epoca successiva, l'Amu Darya scorreva attraverso il Karakum, cambiando di tanto in tanto il suo letto e depositando grandi quantità di sedimenti alluvionali (principalmente sabbia e argilla). Le sabbie del Karakum oggi contengono circa 40 diversi minerali provenienti dalle montagne a sud-est. Da quando l'Amu Darya cambiò direzione e si diresse verso nord per riversarsi nel lago d'Aral, la superficie del Karakum è stata formata in gran parte da processi eolici, che spiegano l'attuale diversità dei paesaggi del deserto.

### Clima
Il clima del Karakum è continentale, con estati lunghe, calde e secche e inverni imprevedibili ma relativamente caldi. La temperatura media in luglio a nord e lungo la costa del mar Caspio varia da 26 a 28 °C, e nella parte centrale del deserto da 30 a 34 °C. A gennaio, le temperature medie sono di -4 °C a nord e 4 °C a sud, ma i valori possono variare da -20 °C a 10 °C nel giro di 4 ore. Le precipitazioni annuali medie variano da 70 mm nel nord a 150 mm nel sud. Le precipitazioni sono concentrate principalmente in inverno e all'inizio della primavera - più della metà di esse cade tra dicembre e aprile. La neve è scarsa. I venti prevalenti, nord-orientali e nord-occidentali, sono miti.

### Flora e fauna

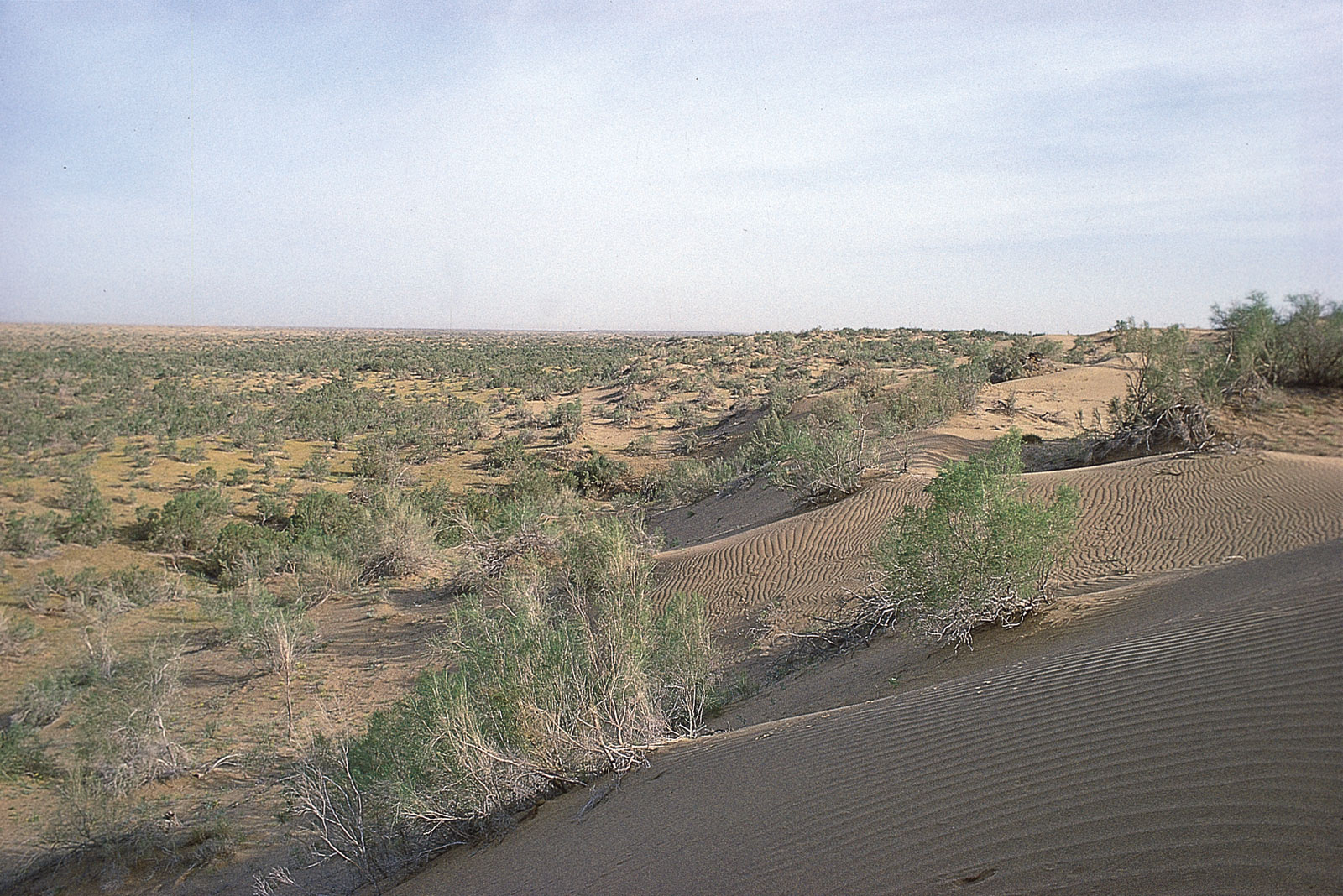
Paesaggio locale

La vegetazione, abbastanza varia e non presente uniformemente nella regione, è costituita principalmente da erba, piccoli arbusti, cespugli e alberi. La primavera, umida e precoce, consente la crescita diffusa di piante effimere - la principale fonte di foraggio per il bestiame -, mentre nelle aree ricoperte da dune a barcana la vegetazione tipica è costituita da erbe, piante di artemisia e alberi della specie Ammodendron conollyi. Le specie di arbusti più comuni sono rappresentanti dei generi Astragalus, Calligonum e Salsola (Salsola richteri). Nelle regioni dove si trovano acque sotterranee profonde il saxaul bianco (Haloxylon persicum) è la pianta più caratteristica, ma nelle regioni in cui l'acqua è più vicina alla superficie cresce il saxaul nero (H. aphyllum). D'inverno la vegetazione del Karakum può essere usata come foraggio da cammelli, pecore e capre.
Nel Karakum gli animali non sono molto numerosi, ma sono rappresentati da un gran numero di specie. Tra gli insetti figurano formiche, termiti, zecche, coleotteri, tenebrionidi, scarabei stercorari e ragni. Vi si incontrano anche varie specie di lucertole, serpenti e tartarughe. Gli uccelli più comuni sono le allodole, i passeri del saxaul (Passer ammodendri), le ballerine, i passeri del deserto e le ghiandaie terragnole di Pander (Podoces panderi). Tra i roditori ricordiamo citelli e gerboa. Questi mammiferi, così come la lepre di Tolai, il riccio, il gatto delle sabbie, la volpe corsac e la gazzella subgutturosa, vivono di solito nelle pianure.

## Geografia umana

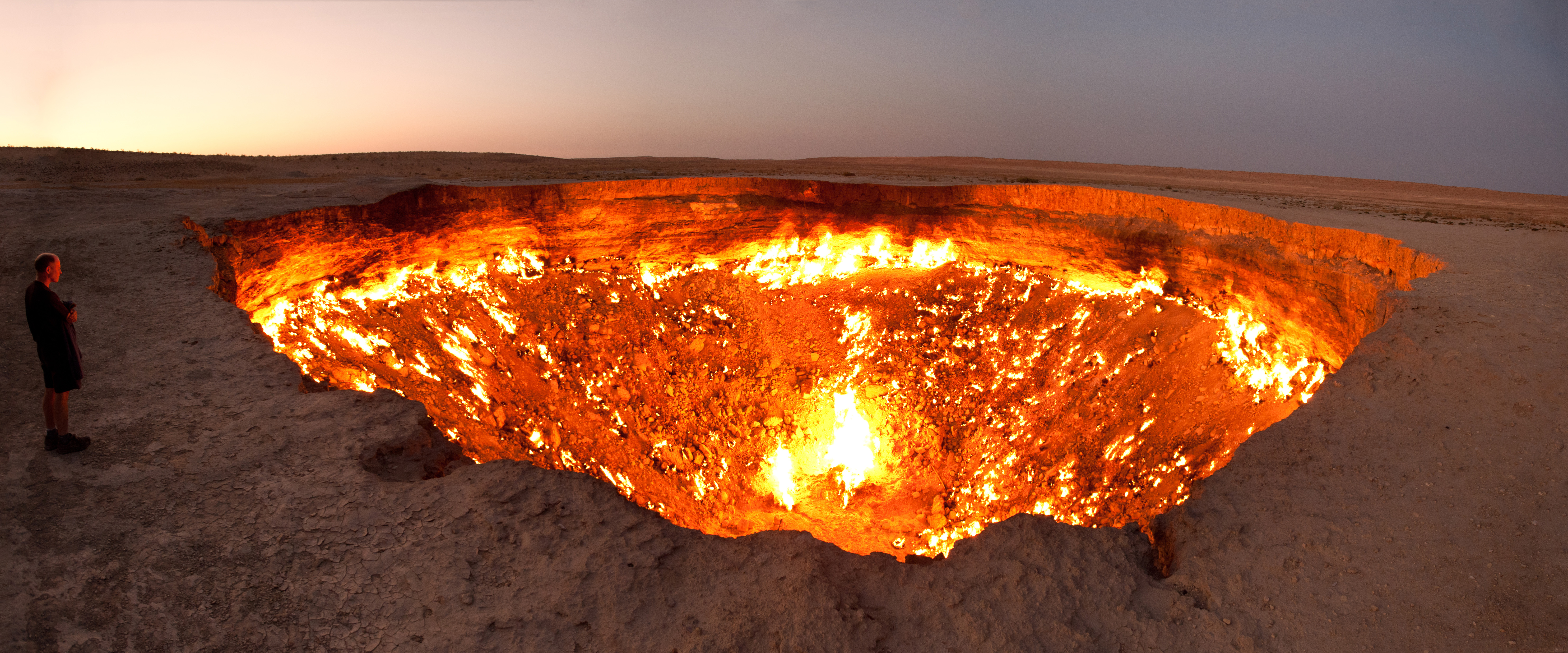
Il cratere di gas di Darvaza, noto anche come Porta dell'Inferno, risplende di notte nel Karakum.

La popolazione del Karakum è scarsa - con una media di un abitante ogni 6,5 km² - ed è costituita prevalentemente da turkmeni, presso i quali persiste ancora la tradizionale suddivisione in gruppi tribali. Fin dall'antichità gli abitanti del Karakum hanno praticato la pastorizia nomade e la pesca lungo le sponde del mar Caspio e dell'Amu Darya, ma in epoca moderna quasi tutti si sono stabiliti in fattorie collettive e private e hanno sviluppato città permanenti con gas ed elettricità. Squadre di allevatori di bestiame si prendono cura degli animali allevati. Lo sviluppo del petrolio, del gas e di altre industrie ha portato alla costruzione di nuovi insediamenti, popolati da abitanti di diverse nazionalità.
Tradizionalmente, per raccogliere l'acqua piovana, gli abitanti del Karakum scavavano profondi pozzi e utilizzavano i bacini di raccolta naturali. Le moderne tecniche di irrigazione hanno reso il deserto un ambiente adatto per l'allevamento del bestiame su vasta scala, in particolare delle pecore karakul. Il canale del Karakum, che scorre dall'Amu Darya alla pianura del Caspio, ha apportato acqua nel Karakum sud-orientale, nel margine meridionale del Karakum centrale e nelle aree ai piedi dei monti Kopet-Dag. Nelle oasi vengono coltivati il cotone a fibre sottili, colture foraggere e una vasta gamma di frutta e verdura, mentre i terreni da pascolo vengono forniti di punti di abbeveraggio. Un grave effetto collaterale di questi programmi di irrigazione, tuttavia, è stata la conseguente salinizzazione del suolo (cioè la formazione di una crosta salmastra che rende il terreno sterile). Per combattere questo problema, sono stati realizzati sistemi di drenaggio avanzati progettati per allontanare i sali dalle aree coltivate.
L'intenso sviluppo economico avvenuto dopo la seconda guerra mondiale ha portato una rivoluzione industriale nel Karakum. Fabbriche, oleodotti e gasdotti, ferrovie e autostrade, nonché centrali termoelettriche e idroelettriche, hanno cambiato il volto della regione. Sono state sfruttate anche diverse risorse naturali, tra cui lo zolfo, i sali minerali e i materiali da costruzione.

## Esplorazione
I russi iniziarono ad effettuare viaggi di studio ed esplorazione nel Karakum a partire dai primi anni del XVIII secolo, ma nel XX secolo l'opera degli studiosi si intensificò, con l'aumentare delle esigenze di irrigazione, risorse minerali e trasporti. Le spedizioni archeologiche sovietiche effettuate alla fine degli anni '40 e negli anni '50 hanno portato alla luce testimonianze di culture dell'età della pietra e dell'età del bronzo nella regione di Anau e intorno a Dzheytun; si ritiene che quest'ultima località costituisca il più antico insediamento agricolo dell'Asia centro-occidentale. Canali risalenti al III millennio a.C. sono stati scoperti intorno a Geoksyur. Gli scavi nell'antica capitale partica di Nisa (vicino ad Ashgabat) hanno rivelato edifici, documenti e tesori razziati risalenti a quel periodo.
La riserva di Repetek, nella parte orientale del Karakum centrale, è stata istituita nel 1928 e ricopre un'area di circa 350 km². Il suo scopo è quello di preservare l'ambiente del deserto e fornire un luogo dove questo possa essere studiato. L'Istituto dei Deserti dell'Accademia delle scienze del Turkmenistan è stato fondato nel 1962 per studiare i modi con cui bonificare le aree desertiche per interesse economico.